# 火山列表

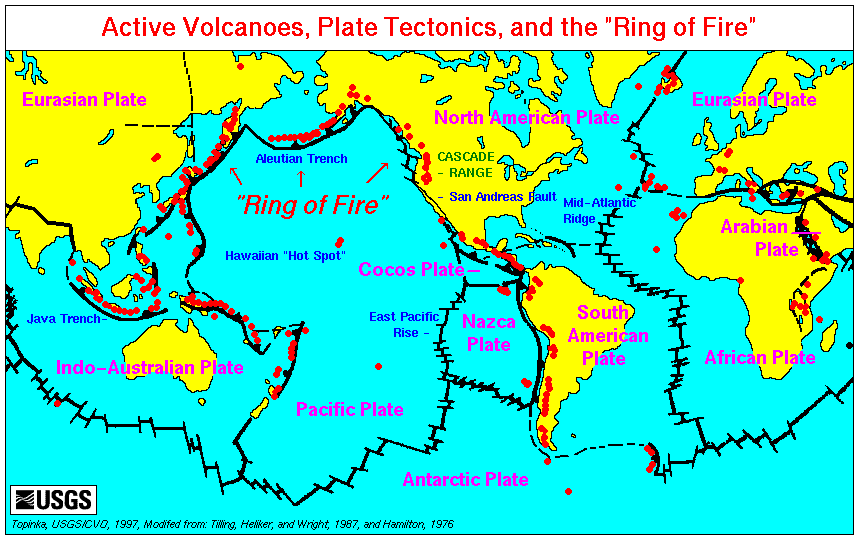
地球的板塊邊界和活躍火山分布地圖。

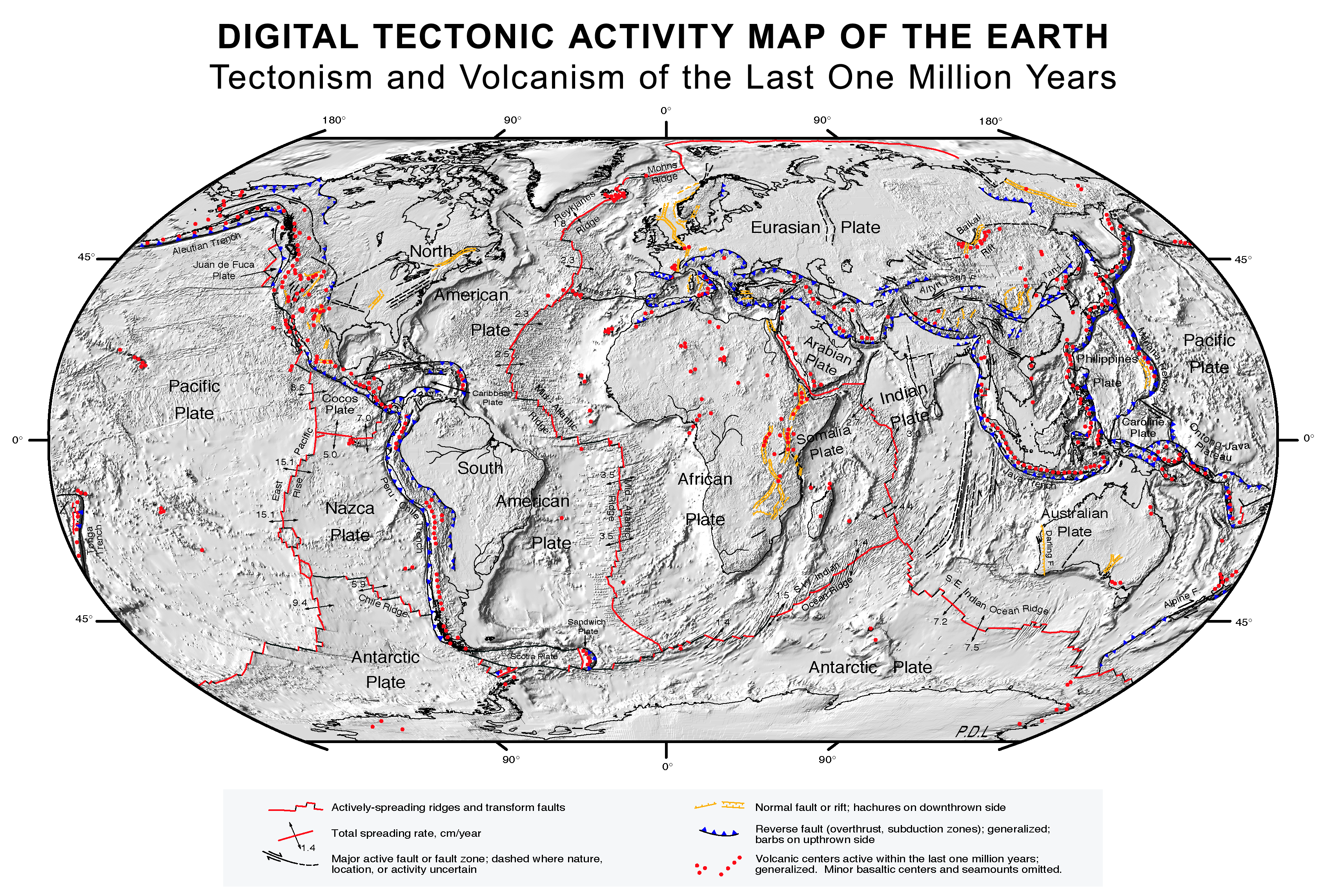
顯示過去一百萬年間活躍的火山詳細分布圖

下面是活火山，休眠火山和死火山列表，排序根據國家和大陸的列表。另外有單獨分類，包括海底火山及地球以外的火山等。

## 以類型劃分
- 地球外的火山列表
- 火山噴發列表
- 盾狀火山列表（英语：List of shield volcanoes）
- 複式火山列表（英语：List of stratovolcanoes）
- 冰下火山列表（英语：List of subglacial volcanoes）
- 海底火山列表
- 世界最高火山列表（英语：List of volcanoes by elevation）

## 以各大洲劃分

### 亞洲
| - 阿富汗火山列表 - 亞美尼亞火山列表 - 阿塞拜疆火山列表 - 柬埔寨火山列表 - 中國火山列表 - 印度火山列表 - 印尼火山列表 - 伊朗火山列表 | - 以色列境內唯一一座火山在戈蘭高地。 - 日本火山列表 - 韓國火山列表 - 馬來西亞火山列表 - 蒙古火山列表 - 緬甸火山列表 - 巴基斯坦火山列表 - 菲律賓活火山列表 | - 沙特阿拉伯火山列表 - 敘利亞火山列表 - 中華民國火山列表 - 泰國火山列表 - 土耳其火山列表 - 越南火山列表 - 也門火山列表 |

### 歐洲
| - 歐洲火山列表 - 法國火山列表 - 德國火山列表 - 格魯吉亞火山列表 - 希臘火山列表 - 冰島火山列表 | - 意大利火山列表 - 荷蘭火山列表 - 北馬其頓火山列表 - 挪威火山列表 - 波蘭火山列表 - 葡萄牙火山列表 | - 愛爾蘭火山列表 - 羅馬尼亞境內只有喬馬杜爾峰這一座火山。 - 俄羅斯火山列表 - 西班牙火山列表 - 英國火山列表 |

### 非洲
| - 阿爾及利亞火山列表 - 喀麥隆火山列表 - 佛得角火山列表 - 乍得火山列表 - 科摩羅火山列表 - 剛果民主共和國火山列表 - 吉布提火山列表 | - 赤道幾內亞火山一覽 - 厄立特里亞火山列表 - 埃塞俄比亞火山列表 - 肯亞火山列表 - 利比亞火山列表 - 馬達加斯加火山列表 - 尼日利亞境內的火山都集中在比烏高原。 | - 留尼汪火山列表 - 盧旺達火山列表 - 聖多美和普林西比境內只有聖多美峰這一座火山。 - 南非火山列表 - 蘇丹火山列表 - 坦桑尼亞火山列表 - 烏干達火山列表 |

### 美洲
| - 阿根廷火山列表 - 玻利維亞火山列表 - 巴西火山列表 - 加拿大火山列表 - 智利火山列表 - 哥倫比亞火山列表 - 哥斯大黎加火山列表 - 多米尼加火山列表 - 厄瓜多爾火山列表 | - 薩爾瓦多火山列表 - 格林納達火山列表 - 瓜德羅普島境內僅有蘇弗里耶爾火山。 - 危地馬拉火山列表 - 洪都拉斯火山列表 - 馬提尼克島火山列表 - 墨西哥火山列表 - 蒙特塞拉特火山列表 | - 尼加拉瓜火山列表 - 巴拿馬火山列表 - 秘魯火山列表 - 聖基茨和尼維斯火山列表 - 聖盧西亞火山列表 - 聖文森特和格林納丁斯火山列表 - 美國火山列表 - 委內瑞拉境內沒有已確認的火山。 |

### 大洋洲、大西洋、太平洋、南極洲
| - 南極洲火山列表 - 阿森松島火山列表 - 澳大利亞火山列表 - 斐濟火山列表 - 法屬波利尼西亞火山列表 - 法屬南部和南極領地火山列表 | - 夏威夷火山列表 - 新西蘭火山列表 - 太平洋火山列表 - 巴布亞新幾內亞火山列表 - 所羅門群島火山列表 - 南桑威奇群島火山列表 | - 特里斯坦 - 達庫尼亞群島火山列表 - 湯加火山列表 - 瓦努阿圖火山列表 - 瓦利斯群島火山列表 - 西薩摩亞火山列表 |

## 外部連結
- （英文）全球火山计划（页面存档备份，存于）
- （英文）火山世界 （页面存档备份，存于）
- （英文）火山实况 （页面存档备份，存于）
- （英文）火山照片 （页面存档备份，存于）

|  | 本条目是地理相关列表索引。 |